# Općinska nogometna liga Daruvar 1977./78.
Općinska nogometna liga Daruvar je bila liga šestog stupnja nogometnog prvenstva Jugoslavije u sezoni 1977./78. 

Sudjelovalo je 12 klubova, a prvak je bio klub "Dalit" iz Daruvara.  

## Sustav natjecanja
12 klubova je igralo dvokružnu ligu (22 kola). 

## Ljestvica
| mj. | klub                         | ut. | pob | ner | por | gol+ | gol- | bod |
| --- | ---------------------------- | --- | --- | --- | --- | ---- | ---- | --- |
| 1.  | Dalit Daruvar                | 22  | 17  | 3   | 2   | 73   | 26   | 37  |
| 2.  | Partizan Batinjani           | 22  | 16  | 2   | 4   | 75   | 35   | 34  |
| 3.  | Ribar Končanica              | 22  | 15  | 3   | 4   | 71   | 41   | 33  |
| 4.  | Partizan Veliki Bastaji      | 22  | 13  | 2   | 7   | 57   | 41   | 28  |
| 5.  | Sokol Sokolovac              | 22  | 11  | 2   | 9   | 56   | 41   | 24  |
| 6.  | Naša krila Maslenjača        | 22  | 8   | 2   | 12  | 64   | 56   | 20  |
| 7.  | Borac Markovac               | 22  | 8   | 2   | 12  | 46   | 79   | 18  |
| 8.  | Omladinac Ivanovo Polje      | 22  | 8   | 1   | 13  | 62   | 64   | 17  |
| 9.  | Dinamo Šuplja Lipa           | 22  | 7   | 3   | 12  | 52   | 62   | 17  |
| 10. | Mladost Klisa                | 22  | 6   | 4   | 12  | 44   | 85   | 16  |
| 11. | Mladost Daruvarski Brestovac | 22  | 4   | 4   | 12  | 52   | 74   | 12  |
| 12. | Imsovac                      | 22  | 2   | 2   | 18  | 37   | 82   | 4   |

- Maslenjača, odnosno Mala Maslenjača – tada samostalno naselje, od 2001. dio naselja Maslenjača
- Klis – skraženo za naselje Velika Klisa
- Daruvarski Brestovac – također iskazan kao Brestovac Daruvarski, skraženo Brestovac

## Rezultatska križaljka
| kratica | klub                         | BOR | DAL | DIN | IMS | MLADB | MLAK | NAŠK | OML | PARB | PARVB | RIB | SOK |
| --- | ---------------------------- | --- | --- | --- | --- | ----- | ---- | ---- | --- | ---- | ----- | --- | --- |
| BOR | Borac Markovac               |     |     |     |     |       |      |      |     |      |       |     |     |
| DAL | Dalit Daruvar                |     |     |     |     |       |      |      |     |      |       |     |     |
| DIN | Dinamo Šuplja Lipa           |     |     |     |     |       |      |      |     |      |       |     |     |
| IMS | Imsovac                      |     |     |     |     |       |      |      |     |      |       |     |     |
| MLADB | Mladost Daruvarski Brestovac |     |     |     |     |       |      |      |     |      |       |     |     |
| MLAK | Mladost Klisa                |     |     |     |     |       |      |      |     |      |       |     |     |
| NAŠK | Naša krila Maslenjača        |     |     |     |     |       |      |      |     |      |       |     |     |
| OML | Omladinac Ivanovo Polje      |     |     |     |     |       |      |      |     |      |       |     |     |
| PARB | Partizan Batinjani           |     |     |     |     |       |      |      |     |      |       |     |     |
| PARVB | Partizan Veliki Bastaji      |     |     |     |     |       |      |      |     |      |       |     |     |
| RIB | Ribar Končanica              |     |     |     |     |       |      |      |     |      |       |     |     |
| SOK | Sokol Sokolovac              |     |     |     |     |       |      |      |     |      |       |     |     |
| |                              |     |     |     |     |       |      |      |     |      |       |     |     |
| podebljan rezultat - utakmice od 1. do 11. kola (1. utakmica između klubova) rezultat normalne debljine - utakmice od 12. do 22. kola (2. utakmica između klubova) rezultat nakošen - nije vidljiv redoslijed odigravanja međusobnih utakmica iz dostupnih izvora rezultat smanjen * - iz dostupnih izvora nije uočljiv domaćin susreta prekrižen rezultat - poništena ili brisana utakmica p - utakmica prekinuta 3:0 p.f. / 0:3 p.f. - rezultat 3:0 bez borbe n.i. - nije igrano |                              |     |     |     |     |       |      |      |     |      |       |     |     |

 Izvori: